# فيتلوجسكي (نيجني نوفغورود)
فيتلوزهسكيي (بالروسية: Ветлужский) هي مدينة في مقاطعة نيجني نوفغورود أوبلاست في روسيا.
يبلغ عدد سكانها حوالي 5274 نسمة.